# اوتووویتسه
اوتووویتسه (به چکی: Otvovice) یک منطقهٔ مسکونی در جمهوری چک است که در شهرستان کلادنو واقع شده‌است.